# Марион (Орегон)
Марион (енгл. Marion) насељено је место без административног статуса у америчкој савезној држави Орегон.

## Демографија
По попису из 2010. године број становника је 313, што је 39 (14,2%) становника више него 2000. године.
| Група             | 2000.       | 2010.       |
| Белци             | 243 (88,7%) | 282 (90,1%) |
| Афроамериканци    | 0 (0,0%)    | 1 (0,3%)    |
| Азијати           | 0 (0,0%)    | 3 (1,0%)    |
| Хиспаноамериканци | 15 (5,5%)   | 18 (5,8%)   |
| Укупно            | 274         | 313         |